# Stachelnüsschen
Die Stachelnüsschen (Acaena) sind eine Pflanzengattung aus der Unterfamilie Rosoideae innerhalb der Familie der Rosengewächse (Rosaceae). Die etwa 55 bis 60 Arten sind überwiegend auf der Südhalbkugel verbreitet.

## Beschreibung und Ökologie

### Vegetative Merkmale
Acaena-Arten sind meist immergrüne, ausdauernde krautige Pflanzen oder selten Halbsträucher und erreichen Wuchshöhen von 0,2 bis 0,6 Metern. Die in grundständigen Rosetten oder wechselständig am Stängel verteilt angeordneten Laubblätter sind in Blattstiel und Blattspreite gegliedert. Die Blattspreite ist 4 bis 15 Zentimeter lang und unpaarig gefiedert. Die 7 bis 25 Fiederblättchen sind oft gelappt bis gezähnt und das Endfiederblättchen ist meist am größten. Die Blätter sind behaart. Die zwei Nebenblätter sind untereinander frei aber mit dem Blattstiel verwachsen.

### Generative Merkmale
Der meist dichte Blütenstand ist bei einem Durchmesser von 1 bis 2 Zentimetern kugelförmig und besitzt Hochblätter. Die ungestielten, unscheinbaren, relativ kleinen, zwittrigen Blüten sind radiärsymmetrisch und vier- oder fünfzählig. Meist sind vier Kelchblätter vorhanden. Die Blüten enthalten keine Kronblätter (Petalen). Es sind zwei bis zehn Staubblätter vorhanden. Die Fruchtblätter sind frei. Die Fruchtstände sind meist auffällig, köpfchenförmig und oft stachelborstig. Dadurch können sich die Samen vieler Arten klettenartig in Fellen oder Gefieder festheften, und so über weite Strecken verbreitet werden. Pollen werden durch den Wind übertragen.

## Verbreitung
Acaena-Arten sind vorwiegend auf der Südhalbkugel beheimatet, insbesondere in Südamerika, Neuseeland und Australien. Einige Arten kommen jedoch auch auf der Nordhalbkugel vor, wie etwa die auf Hawaii endemische Art Acaena exigua oder Acaena pinnatifida, die sowohl in Kalifornien als auch im südlichen Südamerika wächst.

## Ökologische Problemarten
Einige Arten wurden, oft durch an Schafwolle angeheftete Samen, in Gebiete außerhalb ihrer Heimat verschleppt, und etablierten sich dort als Neophyten teils aggressiven Charakters. Acaena novae-zelandiae (auf Neuseeland als „Bidibib“ oder „Biddy-biddy“ bezeichnet; abgeleitet vom Māori-Namen „Piripiri“) hat sich in Großbritannien stark ausgebreitet und ist dort inzwischen häufig in Küstendünen zu finden, wo es die einheimische Vegetation verdrängt und sich überdies mit seinen stacheligen Früchten unangenehm an den Füßen der Badegäste bemerkbar macht.

## Taxonomie
Die Erstbeschreibung der Gattung Acaena wurde 1771 durch Carl von Linné veröffentlicht. Die einzige dabei behandelte Art und damit die Typusart ist Acaena elongata. Die Beschreibung basierte auf einem Manuskript des spanischen Botanikers José Mutis. Linné gab Mexiko als Herkunftsland des zugrundeliegenden Aufsammlungsmaterials an, tatsächlich stammte dieses aber aus Kolumbien. Ancistrum J.R.Forst. & G.Forst. ist ein Synonym.

## Arten
Der deutsche Botaniker Georg Bitter hat in der letzten Gesamtrevision der Gattung 110 Arten unterschieden. Seitdem sind zahlreiche der von ihm auf Artrang unterschiedenen Sippen als Synonyme zu anderen Arten gestellt worden, insbesondere zu Acaena magellanica. Die nachfolgende Artenliste beruht daher großteils auf neueren regionalen Artenlisten bzw. Gebietsfloren.
| Wissenschaftlicher Name                            | Natürliche Verbreitung | Anmerkungen                            |
| -------------------------------------------------- | --- | -------------------------------------- |
| Acaena agnipila Gand.                              | SO-Australien (SO-Queensland, östliches New South Wales, Victoria, südöstliches South Australia, Tasmanien)                                         | 4 Varietäten                           |
| Acaena alpina Poepp. ex Walp.                      | zentrales Chile (V.–IX. Region), westliches Argentinien (Mendoza, Neuquén)                                                                          |                                        |
| Acaena anserinifolia (J.R.Forst. & G.Forst.) Druce | Neuseeland |                                        |
| Acaena antarctica Hook.f.                          | südliches Chile (X.–XII. Region), südliches Argentinien (Neuquén bis Tierra del Fuego), Falklandinseln                                              |                                        |
| Acaena argentea Ruiz & Pav.                        | NW-Venezuela, Ecuador, NW-Peru, zentrales Chile (VI.–X. Region), westliches Argentinien (Neuquén bis Chubut)                                        |                                        |
| Acaena boliviana Gand.                             | Bolivien |                                        |
| Acaena buchananii Hook.f.                          | Neuseeland (Südinsel) |                                        |
| Acaena caesiiglauca (Bitter) Bergmans              | Neuseeland (Südinsel) |                                        |
| Acaena caespitosa Gillies ex Hook. & Arn.          | Süd-Chile (Tierra del Fuego), Argentinien (Mendoza bis Santa Cruz)                                                                                  |                                        |
| Acaena confertissima Bitter                        | südliches Argentinien (Chubut, Santa Cruz) |                                        |
| Acaena cylindristachya Ruiz & Pav.                 | Costa Rica, Kolumbien, Venezuela, Peru, Bolivien |                                        |
| Acaena dumicola B.H.Macmill.                       | Neuseeland (Südinsel) |                                        |
| Acaena echinata Nees                               | südliches Australien (südwestliches Western Australia, südliches South Australia, Victoria, östliches New South Wales, Tasmanien)                   | 5 Varietäten                           |
| Acaena elongata L.                                 | zentrales und südliches Mexiko, Guatemala, Costa Rica, West-Panama, NW-Venezuela, Kolumbien bis Bolivien                                            |                                        |
| Acaena emittens B.H.Macmill.                       | Neuseeland (Nordinsel) |                                        |
| Acaena eupatoria Cham. & Schltdl.                  | SO-Brasilien, NO-Argentinien (Misiones), Uruguay |                                        |
| Acaena exigua A.Gray                               | Hawaii (Kauaʻi, Maui) |                                        |
| Acaena fissistipula Bitter                         | Neuseeland (Südinsel) |                                        |
| Acaena fuscescens Bitter                           | SO-Brasilien |                                        |
| Acaena glabra Buchanan                             | Neuseeland (Südinsel) |                                        |
| Acaena inermis Hook.f.                             | Neuseeland |                                        |
| Acaena insularis Citerne                           | Amsterdam-Insel |                                        |
| Acaena integerrima Gillies ex Hook. & Arn.         | Chile (Hauptstadtregion bis XII. Region), westliches Argentinien                                                                                    | vielleicht als Synonym zu A. splendens |
| Acaena juvenca B.H.Macmill                         | Neuseeland |                                        |
| Acaena latebrosa W.T.Aiton                         | Südafrika (westliches Nordkap, Westkap) |                                        |
| Acaena leptacantha Phil.                           | zentrales Chile (Hauptstadtregion bis X. Region), westliches Argentinien (Mendoza bis Río Negro)                                                    |                                        |
| Acaena longiscapa Bitter                           | Bolivien |                                        |
| Acaena lucida (Aiton) Vahl                         | Süd-Chile (XII. Region), südliches Argentinien (Santa Cruz, Tierra del Fuego), Falklandinseln                                                       |                                        |
| Acaena macrocephala Poepp.                         | zentrales Chile (VII.–X. Region), westliches Argentinien (Mendoza bis Río Negro)                                                                    |                                        |
| Acaena magellanica (Lam.) Vahl                     | Chile, Argentinien, Falklandinseln, Südgeorgien, Prinz-Edward-Inseln, Crozetinseln, Kerguelen, Heard, Macquarieinsel                                |                                        |
| Acaena masafuerana Bitter                          | Juan-Fernández-Inseln (Alejandro Selkirk) |                                        |
| Acaena microphylla Hook.f.                         | Neuseeland | 2 Varietäten                           |
| Acaena minor (Hook.f.) Allan                       | Macquarieinsel, Neuseeland (Aucklandinseln, Campbell Island)                                                                                        |                                        |
| Acaena montana Hook.f.                             | Tasmanien |                                        |
| Acaena myriophylla Lindl.                          | Argentinien (Catamarca und Entre Ríos bis Río Negro)                                                                                                |                                        |
| Acaena novae-zelandiae Kirk                        | Neuguinea, SO-Australien (südöstliches South Australia, Victoria, östliches New South Wales, Queensland, Tasmanien), Neuseeland                     |                                        |
| Acaena ovalifolia Ruiz & Pav.                      | Kolumbien bis Bolivien, Chile (IV.–XII. Region), Argentinien, Falklandinseln                                                                        |                                        |
| Acaena ovina A.Cunn.                               | südliches Australien (südwestliches Western Australia, südöstliches South Australia, Victoria, östliches New South Wales, SO-Queensland, Tasmanien) | 2 Varietäten                           |
| Acaena pallida (Kirk) Allan                        | SO-Australien (New South Wales, Tasmanien), Neuseeland                                                                                              |                                        |
| Acaena patagonica A.E.Martic.                      | Süd-Chile (XII. Region), Süd-Argentinien (Santa Cruz, Tierra del Fuego)                                                                             |                                        |
| Acaena pinnatifida Ruiz. & Pav.                    | Kalifornien (Küstenregion), Chile(IV.–XII. Region), Argentinien (Catamarca bis Tierra del Fuego)                                                    | 2 Varietäten                           |
| Acaena platyacantha Speg.                          | südliches Chile (IX.–XII. Region), Argentinien (San Juan bis Tierra del Fuego)                                                                      |                                        |
| Acaena poeppigiana Gay                             | Chile (IV.–VII., XII. Region), Argentinien (San Juan bis Tierra del Fuego)                                                                          |                                        |
| Acaena profundeincisa (Bitter) B.H.Macmill.        | Neuseeland |                                        |
| Acaena pumila Vahl                                 | südliches Chile (XIV.–XII. Region), Süd-Argentinien (Tierra del Fuego), Falklandinseln                                                              |                                        |
| Acaena rorida B.H.Macmill.                         | Neuseeland (Nordinsel) |                                        |
| Acaena saccaticupula Bitter                        | Neuseeland (Südinsel) |                                        |
| Acaena sarmentosa (Thouars) Carmich.               | Tristan da Cunha |                                        |
| Acaena sericea J.Jacq.                             | Chile (Hauptstadtregion, V. und XII. Region), Argentinien (San Juan bis Tierra del Fuego)                                                           |                                        |
| Acaena splendens Hook. & Arn.                      | zentrales Chile (IV.–VII. Region), Argentinien (Mendoza bis Tierra del Fuego)                                                                       |                                        |
| Acaena stangii Christoph.                          | Tristan da Cunha |                                        |
| Acaena stricta Griseb.                             | Süd-Bolivien, Nordwest-Argentinien (Jujuy bis La Rioja)                                                                                             |                                        |
| Acaena subincisa Wedd.                             | Kolumbien, Ecuador |                                        |
| Acaena tenera Albov                                | Süd-Chile (XII. Region), Süd-Argentinien (Tierra del Fuego), Südgeorgien                                                                            |                                        |
| Acaena tesca B.H.Macmill.                          | Neuseeland (Südinsel) |                                        |
| Acaena torilicarpa Bitter                          | Kolumbien, Peru |                                        |
| Acaena trifida Ruiz & Pav.                         | Chile (II.–IX. Region) | 2 Varietäten                           |

## Galerie

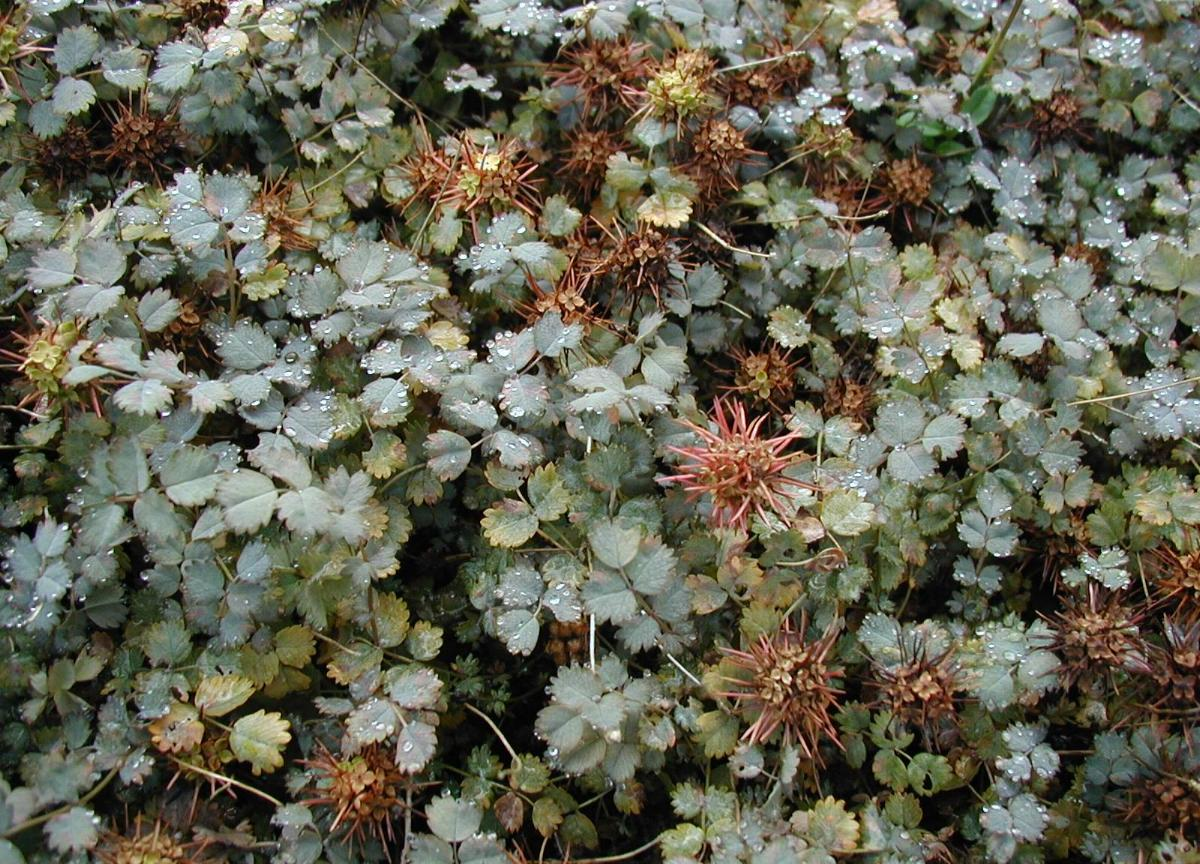
Acaena buchananii
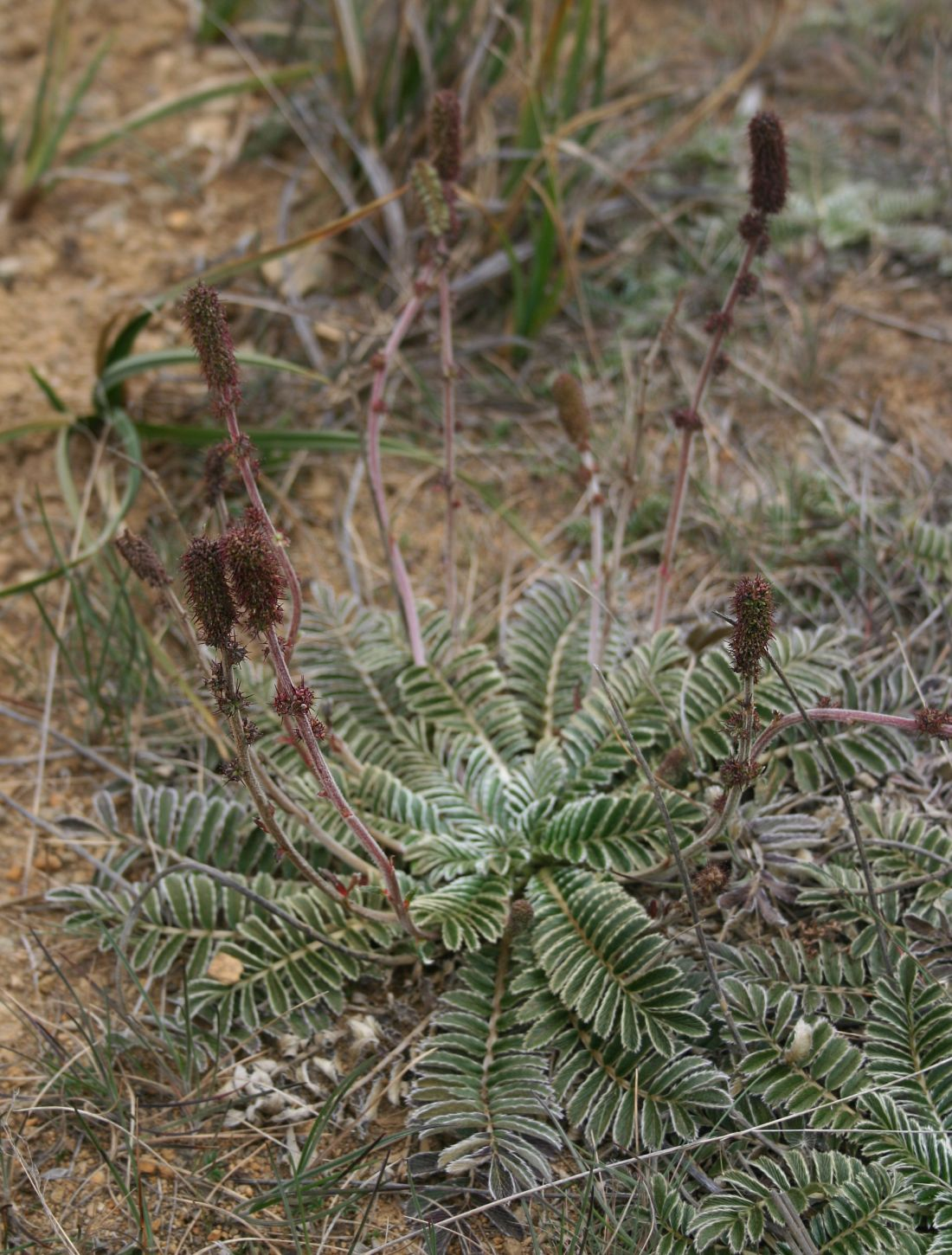
Acaena cylindristachya
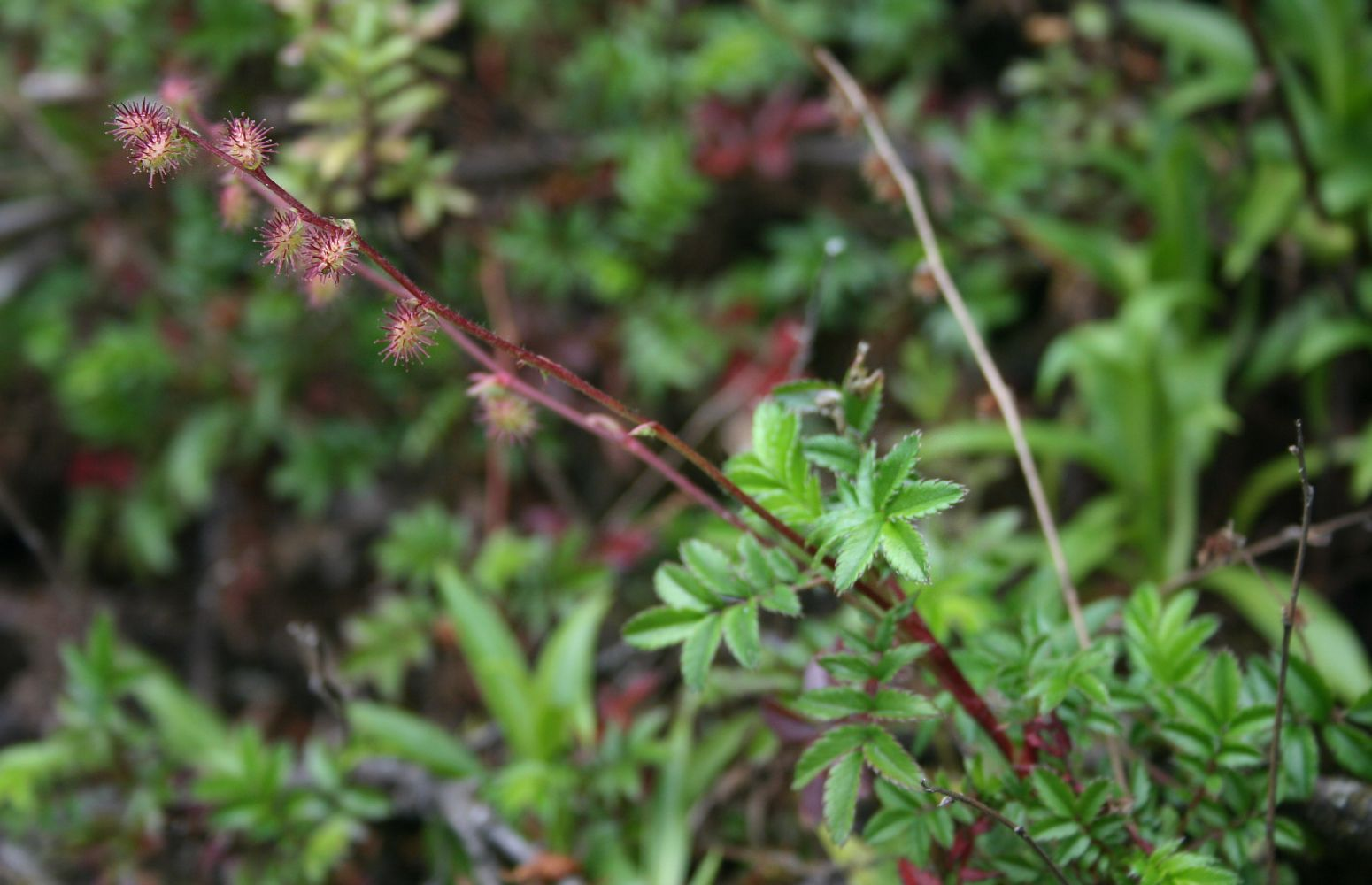
Acaena elongata
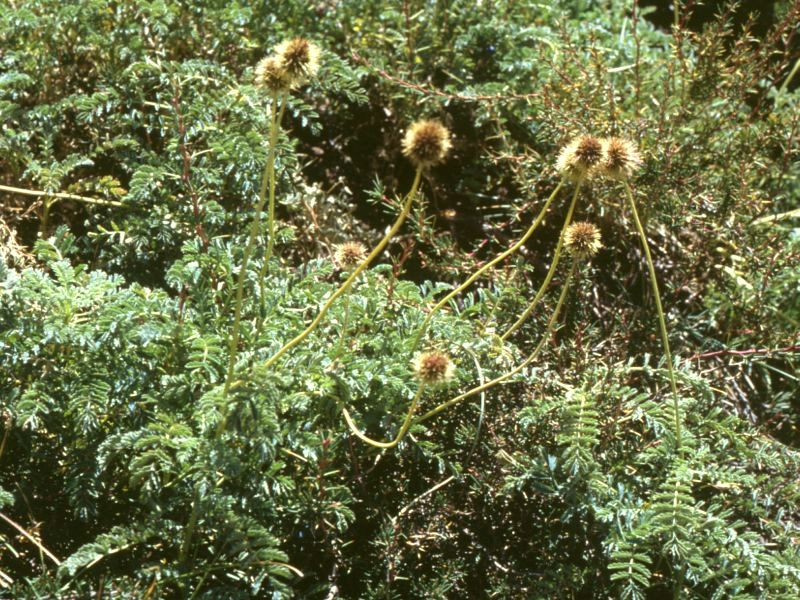
Acaena magellanica
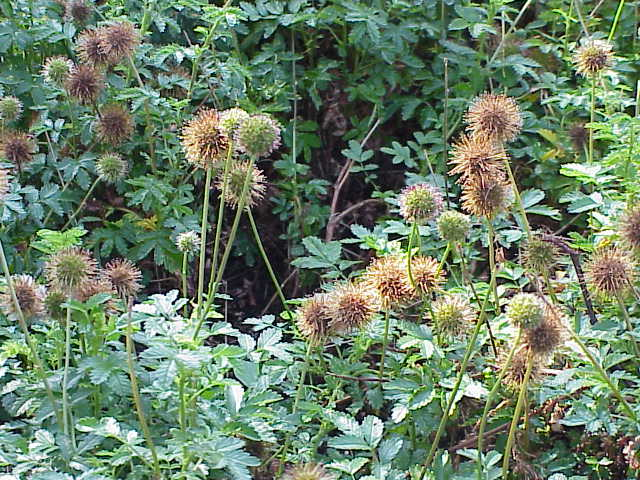
Acaena novae-zelandiae
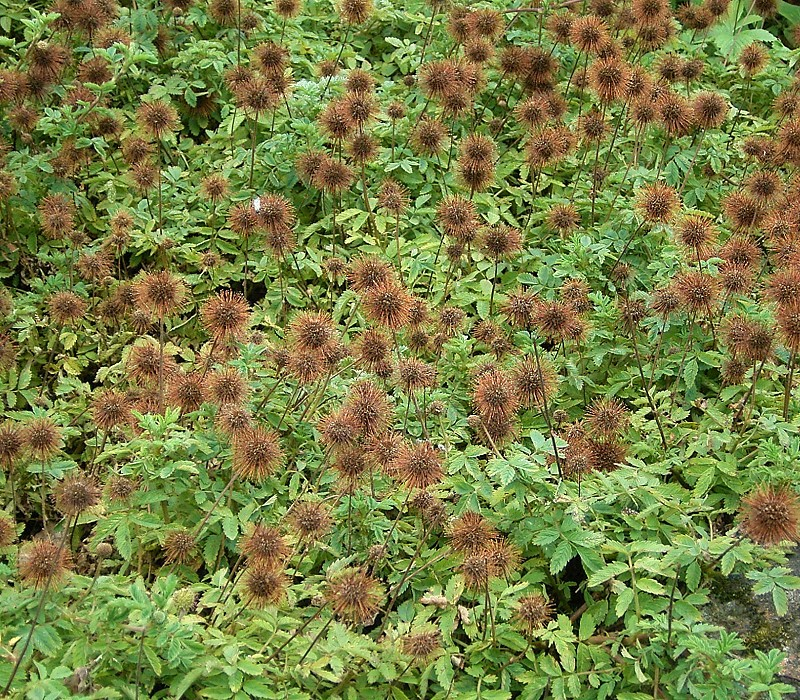
Acaena ovalifolia
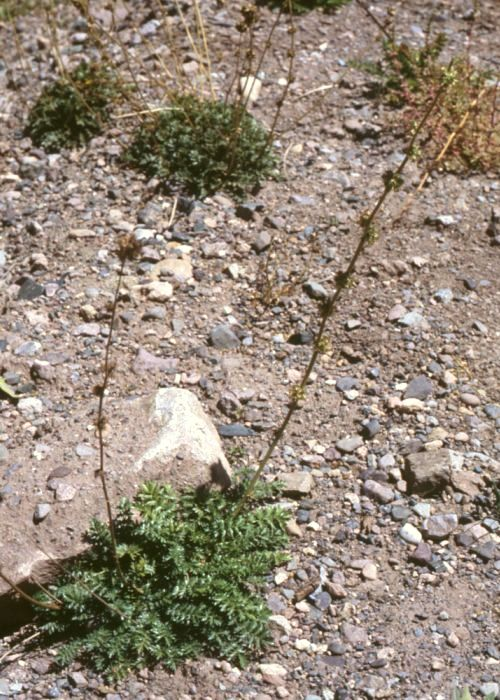
Acaena pinnatifida
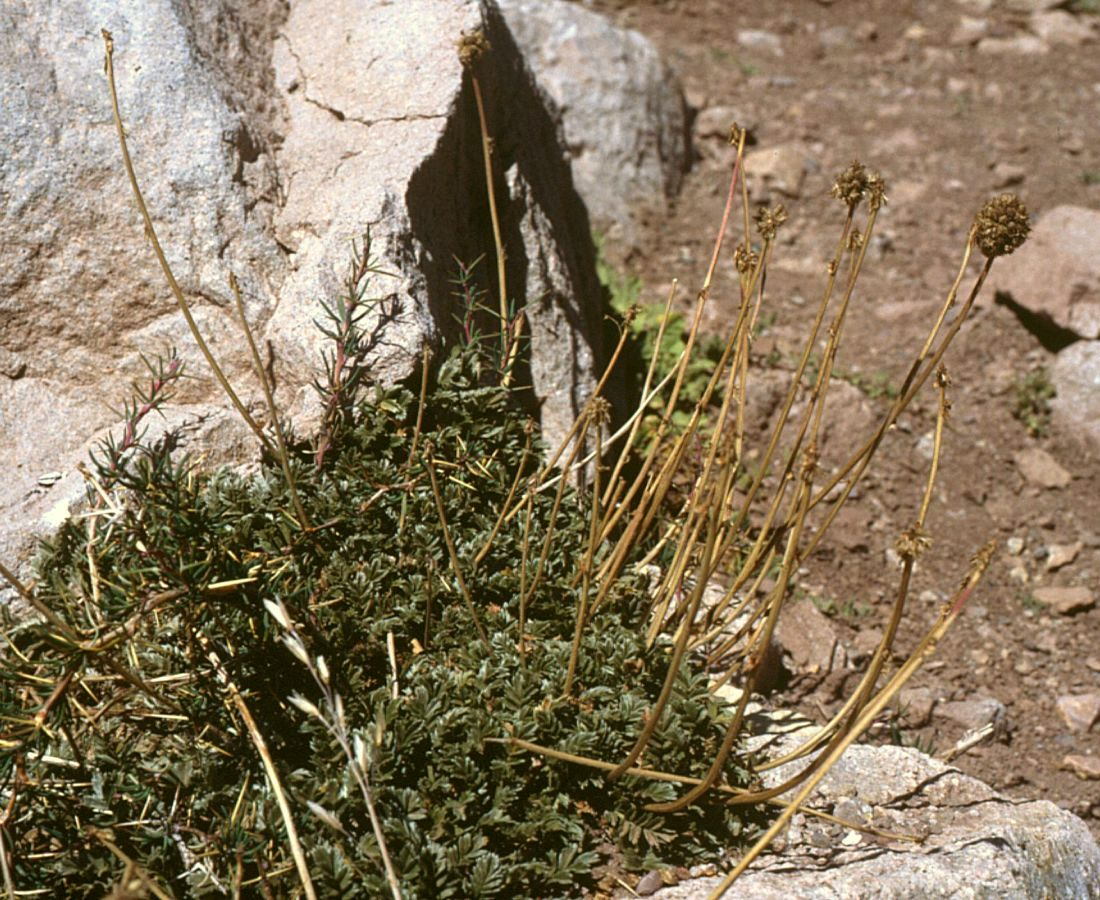
Acaena sericea

## Nutzung
Wegen ihrer teilweise dekorativen, bunten Fruchtstände und ihrer Eignung als raschwüchsige Bodendecker werden einige Arten kultiviert. Sie sind in Mitteleuropa allerdings nur teilweise winterhart.